# Greensboro (Alabama)
Greensboro é uma cidade localizada no estado americano do Alabama, no Condado de Hale.

## Demografia
Segundo o censo americano de 2000, a sua população era de 2731 habitantes.
Em 2006, foi estimada uma população de 2598, um decréscimo de 133 (-4.9%).

## Geografia
De acordo com o United States Census Bureau, a localidade tem uma área de 6,2 km², sem área coberta por água. Greensboro localiza-se a aproximadamente 86 m acima do nível do mar.

## Localidades na vizinhança
O diagrama seguinte representa as localidades num raio de 32 km ao redor de Greensboro.